# Saint-Marin aux Jeux olympiques d'été de 2024
Saint-Marin participe aux Jeux olympiques de 2024 à Paris. Il s'agit de sa 16e participation à des Jeux olympiques d'été.
Le nageur Loris Bianchi et l'athlète Alessandra Gasparelli (it) sont nommés porte-drapeau de la délégation saint-marinaise.

## Nombre d’athlètes qualifiés par sport
Voici la liste des qualifiés et sélectionnés saint-marinais par sport (remplaçants compris) :
| Sport       | Hommes | Femmes | Total |
| ----------- | ------ | ------ | ----- |
| Athlétisme  | 0      | 1      | 1     |
| Lutte       | 1      | 0      | 1     |
| Natation    | 1      | 0      | 1     |
| Tir         | 0      | 1      | 1     |
| Tir à l'arc | 0      | 1      | 1     |
| Total       | 2      | 3      | 5     |

## Bilan général
| Sport       | Médaille d'or, Jeux olympiques | Médaille d'argent, Jeux olympiques | Médaille de bronze, Jeux olympiques | Total | Rang pays |
| ----------- | ------------------------------ | ---------------------------------- | ----------------------------------- | ----- | --------- |
| Athlétisme  |                                |                                    |                                     |       |           |
| Lutte       |                                |                                    |                                     |       |           |
| Natation    |                                |                                    |                                     |       |           |
| Tir         |                                |                                    |                                     |       |           |
| Tir à l'arc |                                |                                    |                                     |       |           |
| Total       |                                |                                    |                                     |       |           |

| Jour       | Médaille d'or, Jeux olympiques | Médaille d'argent, Jeux olympiques | Médaille de bronze, Jeux olympiques | Total |
| ---------- | ------------------------------ | ---------------------------------- | ----------------------------------- | ----- |
| 26 juillet |                                |                                    |                                     |       |
| 27 juillet |                                |                                    |                                     |       |
| 28 juillet |                                |                                    |                                     |       |
| 29 juillet |                                |                                    |                                     |       |
| 30 juillet |                                |                                    |                                     |       |
| 31 juillet |                                |                                    |                                     |       |
| 1er août   |                                |                                    |                                     |       |
| 2 août     |                                |                                    |                                     |       |
| 3 août     |                                |                                    |                                     |       |
| 4 août     |                                |                                    |                                     |       |
| 5 août     |                                |                                    |                                     |       |
| 6 août     |                                |                                    |                                     |       |
| 7 août     |                                |                                    |                                     |       |
| 8 août     |                                |                                    |                                     |       |
| 9 août     |                                |                                    |                                     |       |
| 10 août    |                                |                                    |                                     |       |
| 11 août    |                                |                                    |                                     |       |
| Total      |                                |                                    |                                     |       |

| Sexe   | Médaille d'or, Jeux olympiques | Médaille d'argent, Jeux olympiques | Médaille de bronze, Jeux olympiques | Total |
| ------ | ------------------------------ | ---------------------------------- | ----------------------------------- | ----- |
| Hommes |                                |                                    |                                     |       |
| Femmes |                                |                                    |                                     |       |
| Mixte  |                                |                                    |                                     |       |
| Total  |                                |                                    |                                     |       |

## Médaillés
| Sport | Discipline | Athlète(s) | Performance | Date |
| ----- | ---------- | ---------- | ----------- | ---- |
|       |            |            |             |      |

| Sport | Discipline | Athlète(s) | Performance | Date |
| ----- | ---------- | ---------- | ----------- | ---- |
|       |            |            |             |      |

| Sport | Discipline | Athlète(s) | Performance | Date |
| ----- | ---------- | ---------- | ----------- | ---- |
|       |            |            |             |      |

## Résultats

### Athlétisme
| Athlètes                   | Épreuve | Premier tour (ou tour préliminaire) | Premier tour (ou tour préliminaire) | Repêchage (ou premier tour) | Repêchage (ou premier tour) | Demi-finales | Demi-finales | Finale  | Finale  |
| Athlètes                   | Épreuve | Temps                               | Rang                                | Temps                       | Rang                        | Temps        | Rang         | Temps   | Rang    |
| -------------------------- | ------- | ----------------------------------- | ----------------------------------- | --------------------------- | --------------------------- | ------------ | ------------ | ------- | ------- |
| Alessandra Gasparelli (it) | 100 m   | 11 s 62                             | 2e                                  | 11 s 54                     | 7e                          | Eliminé      | Eliminé      | Eliminé | Eliminé |

### Lutte
| Athlète     | Compétition    | Huitièmes de finale | Quart de finale     | Demi-finale         | Repêchage           | Finale / CB         | Rang |
| Athlète     | Compétition    | Adversaire Résultat | Adversaire Résultat | Adversaire Résultat | Adversaire Résultat | Adversaire Résultat | Rang |
| ----------- | -------------- | ------------------- | ------------------- | ------------------- | ------------------- | ------------------- | ---- |
| Myles Amine | Moins de 86 kg |                     |                     |                     |                     |                     | e    |

### Natation
| Athlète       | Épreuve          | Séries      | Séries      | Demi-finales | Demi-finales | Finale | Finale |
| Athlète       | Épreuve          | Temps       | Rang        | Temps        | Rang         | Temps  | Rang   |
| ------------- | ---------------- | ----------- | ----------- | ------------ | ------------ | ------ | ------ |
| Loris Bianchi | 400 m nage libre | Non disputé | Non disputé |              | e            |        | e      |

### Tir
| Tireuses           | Compétition     | Qualification | Qualification | Finale | Finale |
| Tireuses           | Compétition     | Points        | Rang          | Points | Rang   |
| ------------------ | --------------- | ------------- | ------------- | ------ | ------ |
| Alessandra Perilli | Fosse olympique |               | e             |        | e      |

### Tir à l'arc
| Athlète          | Compétition | Tour préliminaire | Tour préliminaire | 1/32e de finale  | 1/16e de finale  | 1/8e de finale   | Quart de finale  | Demi-finale      | Finale / MB      | Rang |
| Athlète          | Compétition | Score             | Rang              | Adversaire Score | Adversaire Score | Adversaire Score | Adversaire Score | Adversaire Score | Adversaire Score | Rang |
| ---------------- | ----------- | ----------------- | ----------------- | ---------------- | ---------------- | ---------------- | ---------------- | ---------------- | ---------------- | ---- |
| Giorgia Cesarini | Femmes      | 625               | 58e               | Michelle Kroppen |                  |                  |                  |                  |                  | e    |